# Tsitana dicksoni
Tsitana dicksoni är en fjärilsart som beskrevs av Evans 1956. Tsitana dicksoni ingår i släktet Tsitana och familjen tjockhuvuden. Inga underarter finns listade i Catalogue of Life.